# David & Bourgeois
 (mai 2020).
Pour les articles homonymes, voir David et Bourgeois.
Le David & Bourgeois était une automobile française fabriquée seulement en 1898. Berline à barre franche, elle comportait un moteur "carré" développé par Paul Gautier.